# Тиотриазолин
Тиотриазолин (новолат. Thiotriazolinum) — препарат-«гепатопротектор». Также укрепляет сосуды и является антигипоксантом.

## Фармакокинетика
Связывание с белками крови не превышает 10 %. При внутримышечном введении максимальная концентрация тиотриазолина в крови наблюдается через 0,84 часа, при внутривенном через 0,1 часа. Тиотриазолин накапливается и выводится преимущественно, около 30 %, почками. В ощутимых концентрациях он обнаруживается в толстой кишке, сердце, селезёнке. Меньше всего, около 1-2 %, накапливается в тонкой кишке и легких.

## История создания
Тиотриазолин был синтезирован в 1986 году на кафедре фармацевтической химии Запорожского государственного медицинского университета под руководством проф. Мазура И. А. В 1994 году АО «Галычфарм» наладило выпуск инъекционных растворов и таблеток.